# Асанов Алі Асанович
Асанов Алі Асанович (рос. Асанов Али Асанович, нар. 1901 — пом. 2 листопада 1938, м. Сімферополь, Кримська АРСР) — кримськотатарський та радянський педагог і громадсько-політичний діяч, народний комісар освіти Кримської АРСР 1930—1934 років.

## Із життєпису
У 1925 році закінчив Педагогічну академію ім. Крупської у Москві, куди вступив 1923 року. В 1925—27 роках — завідувач Бахчисарайського відділу народної освіти, у 1930—34 роках — народний комісар освіти Кримської РСР. 20 квітня 1934 року знятий з посади через нерішучість у боротьбі з «буржуазним націоналізмом» і призначений директором Кримського НДІ національно-культурного будівництва. У 1935—37 роках — головний редактор судацької районної газети «Бригадир».
Арештований 22 липня 1937 року в Москві, на час арешту — курсант Центральних курсів редакторів та перекладачів при ЦК партії. 2 листопада 1938 року засуджений Воєнною колегією Верховного суду СРСР до вищої міри покарання і того ж дня розстріляний. Реабілітований 12 грудня 1959 року, посмертно.